# أليكساندرو لونجو
أليكساندرو لونجو (بالرومانية: Alexandru Lungu)‏ هو رسام وشاعر روماني، ولد في 13 أبريل 1924، وتوفي في 24 يونيو 2008.